# آیگهوویت (کاشاتاق)
آیگهوویت (به ارمنی: Այգեհովիտ) یک منطقهٔ مسکونی در جمهوری آرتساخ است که در استان کاشاتاق واقع شده‌است.